# Phare de Monkstone
Le phare de Monkstone est un phare situé près de la pointe de Lavernock, un hameau donnant sur le canal de Bristol, dans le comté de Vale of Glamorgan, au sud du Pays de Galles.
Ce phare est géré par le Trinity House Lighthouse Service à Londres, l'organisation de l'aide maritime des côtes du Pays de Galles.

## Histoire
Le premier phare de Monkstone a été établi en 1839 près de Lavernock. Le phare est construit sur une roche sous-marine. Sa structure première était en fer, elle a été remplacée en 1993 lors de son autonomisation.
Le phare actuel, qui est alimenté à l'énergie solaire, comprend une tour en maçonnerie renforcée par des bandes de fer forgé verticales et horizontales. La tour avec galerie est recouverte par une tour de fibre de verre rouge cylindrique ronde de 9 m avec sa propre petite lanterne et galerie.
Il émet un flash blanc toutes les 5 secondes. Il est situé a environ 8 km au sud de Cardiff et n'est accessible qu'en bateau.

### Lien connexe
- Liste des phares du Pays de Galles